# Lijst van roerend cultureel erfgoed van de Vlaamse Gemeenschap
Deze lijst van roerend cultureel erfgoed werd opgemaakt in opdracht van de Vlaamse Gemeenschap bij besluit van de Vlaamse minister van Cultuur.

## De lijst van maart 2008
De lijst van 10 maart 2008 (hoofdafdeling 1, individuele voorwerpen; afdeling 4, artistiek erfgoed) bevat 23 belangrijke en waardevolle voorwerpen.
1 Premier Livre d'Architecture, Jacques Francart, Brussel, 1617
Jacques Francart (1577-1651) was hofarchitect van de aartshertogen Albrecht en Isabella. In het boek zijn poortconstructies weergegeven die in de 17de eeuw zorgden voor een belangrijke vernieuwing. Het werk van Francart zat in de bibliotheek van Rubens.
2 Inschepingslijst of lijst met passagiers voor de Nieuwe Wereld
In de 19de eeuw was de uitwijking naar de Nieuwe Wereld een belangrijk gegeven, waarbij de haven van Antwerpen haar rol speelde, zowel voor uitwijkingen uit Vlaanderen als landverhuizers naar andere delen van Europa. Van iedere afvaart vindt men in het register de naam van de passagiers die inscheepten evenals de plaats van geboorte en de plaats en datum van uitreiking van het paspoort. Het register bevat de namen van ca 5100 emigranten, die aankwamen in New York of plaatsen als Baltimore, Boston, Philadelphia en Quebec.
3 De Feesten van Angst en Pijn, Paul van Ostaijen (1896-1928), 106 beschreven bladzijden.
4 Kaas, Willem Elsschot (1882-1960)
5 Breviarium Mayer van den Bergh, circa 1500, Meester van het eerste Gebedenboek van Maximiliaan, Meester van Jacob IV van Schotland, Simon Bening en medewerkers uit de ateliers van deze meesters
Dit brevier van 720 folio's bevat 79 miniaturen en heel wat randversieringen en was bedoeld voor een voornaam persoon in Portugal. 
6 Wandkaart van de Nederlanden 1608, derde editie van de Blaeu-kaart der Nederlanden 
7 Insolvente Boedelskamer Antwerpen
8 Scheldekaart ca. 1505, kaart van het Scheldegebied van Rupelmonde tot de Noordzee 
Deze kaart (5,5 meter) bestaat uit 10 gekleefde stukken perkament. Het is een tekening uit het begin de 16de eeuw. die ingekleurd is en een deel van de loop van de Schelde voorstelt vanaf Rupelmonde tot aan de Noordzee.
9 Cronache de singniori di Fiandra (1452), met oudste kaart van Vlaanderen
Het is een Italiaanse vertaling van een Middelnederlandse Kroniek van de Forestiers van Vlaanderen, die in een vijftal handschriften bewaard is. De kroniek behandelt de periode 621 tot 1440 (met de intocht van Filips de Goede in Brugge). 
10 Memoriaal van Simon de Rikelike (1323-1336), vrijlaat te Sint-Pieters-op-de-dijk 
Dit werk van 62 bladzijden behandelt de periode 1323-1336 (waarschijnlijk het overlijdensjaar van de auteur). Het handboek bevat de rekeningen van inkomsten en uitgaven van zijn plaatselijke rentmeesters en bevindt zich in het Rijksarchief te Brugge (aanwinsten, nr. 3944).
11 Guldenboek - Geen Taal Geen Vrijheid / Clauwaert ende Geus (1886) door de Vlaamse Vooruitstrevende Studentenkring van Brussel
Het is een register met de statuten, het programma en de 'geloofsbelijdenis' (ondertekend door de leden). Het bevat ook de jaarverslagen en de lijsten van voorzitters, ereleden en bezoekers (1877-1937 en 1956). Deze vereniging werd in 1856 opgericht door Alfons Willems en had in de loop van tijd verschillende namen, maar telkens onder de spreuk 'Geen Taal, Geen Vrijheid'. Omstreeks 1955 nam zij de naam 'Brussels Studentengenootschap' aan en evolueerde in de jaren 50 en 60 tot de koepelkring van de Vlaamse studentenkringen aan de ULB (en later de Vrije Universiteit Brussel).
12 Liber Floridus, circa 1120
Dit handschrift is een autograaf, bewaard in Universiteitsbibliotheek te Gent, uit 1120. Het werd geschreven door Lambert van Sint-Omaars, die verbonden was aan het O.L.-Vrouwkapittel te Sint-Omaars. In de twaalfde eeuw behoorde Sint-Omaars tot de zeven belangrijkste steden van het graafschap Vlaanderen. Het ontstaan van het handschrift moet gesitueerd worden in de 12de-eeuwse renaissance, waarin men probeerde om alle beschikbare kennis in één enkel encyclopedisch werk te bundelen.
13 Théâtre de tous les peuples et nations de la terre avec leurs habits et ornemans divers, tant anciens que modernes, Lucas d'Heere (16de eeuw)
De bekende schilder Lucas d'Heere (Gent, 1534) stierf in 1584. Dit handschrift werd voor het grootste deel in Londen gemaakt, toen Lucas d'Heere de Zuidelijke Nederlanden ontvlucht had wegens religieuze motieven. Deze collectie van 189 figuren in 98 aquarellen is waarschijnlijk de voorstudie voor een kostuumgalerij voor Edward Clinton.
14 De Vlaamse Leeuw (1847), Hippoliet van Peene
Dit handschrift is een autograaf, nl. de eerste versie van de tekst van de Vlaamse Leeuw, neergeschreven door Hippoliet van Peene op 22 juli 1847. Van Peene was mede-oprichter van de Minard te Gent (de eerste Nederlandstalige schouwburg in België) en schreef veel toneelstukken. De Vlaamse Leeuw werd getoonzet door Karel Miry (1823-1889).
15 Liber Divinorum Operum, 1163-1174
Het Liber Divinorum Operum is een manuscript op perkament uit de tweede helft van de 12e eeuw. Het kreeg in de 19de eeuw een bruingemarmerde lederen band met goudopdruk. Het boek draagt de eigendomskenmerken van de benedictijnenabdij Sint-Eucharius en Sint-Matthias te Trier. Het is het  laatste grote werk van Hildegard van Bingen.
16 Ceremoniale Blandiniense, 1322
Een ceremoniale is een handleiding voor liturgische ceremonieën in o.a. kloosterorden, bv. het inkleden van een novice, de professie e.a. In dit handschrift (218 folia) vinden we bv. zegeningen (f° 1r-29r), homilieën (f° 30r - 93r) en dodenliturgieën (f° 93v - 218r). Het Ceremoniale Blandiniense werd gemaakt voor de Sint-Pietersabdij te Gent in opdracht van een zekere broeder Maghelinus van de Sint-Baafsabdij. Het voorbeeld voor dit ceremoniale was een missaal die voor dezelfde abdij gemaakt werd rond 1280 en bewaard wordt het Oudheidkundig museum van de Bijloke (ms 60-1) te Gent. Het handschrift telt slechts één miniatuur en 13 gehistorieerde initialen. Verder zijn er ook randversieringen met drolerieën.
17 Tractatus de periculis circa sacramentum eucharistie contingentibus, 1482/83-1487
Dit boek werd gedrukt door Arend de Keysere, één der vroegste drukkers in Vlaanderen. Dit 'Tractatus de periculis ...' telt zes niet genummerde folia (twaalf bladzijden).
18 Evangeliarium, gezegd van Sint-Livinus (8ste - 9de eeuw), Karolingisch
Er zijn in dit handschrift wijzigingen in Anglo-Frankische stijl aangebracht omstreeks het jaar 1000. Het bevat evangelies van Mattheus, Marcus, Johannes en Lukas met inleidingen, argumenta en canones. Het bevat ook een brief van abt Othelbold (1019-1030) aan gravin Otgiva in verband met de relikwieën en het domein van de Sint-Baafsabdij. Tevens is er een inventaris in opgenomen van wat uit de schat van Sint-Baafs overbleef na de invallen van de Noormannen.
19 Aflaatbrief van Herkenrode
Deze aflaatbrief is een oorkonde op perkament met bovenaan over de breedte een miniatuur die een processie van cisterciënzerinnen uit de abdij van Herkenrode afbeeldt. Onderaan de oorkonde zijn  16 zegels aangebracht die in een linnen doekje zijn gewikkeld.
20 Tres tractatus, codex uit de 14de eeuw, manuscript op perkament
Dit handschrift op perkament bevat zes miniaturen, decoratieve initialen en margeversieringen.
Het is een 15de-eeuwse gerestaureerde kalfsleren boekband op houten platten met hoekbeslagen en vijf koperen doppen.  
21 Anjou-Bijbel
Deze verluchte bijbel, ook bekend onder de naam Bible Angevine, is een uitzonderlijk rijk versierd handschrift, ontstaan in Napels rond 1340 aan het hof van Robert I van Anjou. Het bestaat uit 338 folia met twee volbladminiaturen. Het bevat meer dan 160 kleinere miniaturen en op elke folia fantasierijke randversieringen.
22 Genealogie van keizer Karel V (1522), karton voor glasraam in Sint-Romboutscollegiale Mechelen
Het is een karton van de renaissancekunstenaar Jan van Roome voor een glasraam dat werd geplaatst in het zuidelijk transept van de toenmalige Sint-Romboutscollegiale te Mechelen. Het glasraam zelf werd tijdens de Franse Revolutie vernietigd. 
23 Het gulden boek van de Kapel van Venerabel (Antwerpen), deel I (1631-1840) door Frans II Franken, Abraham van Diepenbeek en anoniem
De kapel van het Allerheiligste Sacrament in de Onze-Lieve-Vrouwekathedraal van Antwerpen, ook bekend als 'Kapel van Venerabel' (voor 1475) is een van de oudste nog bestaande Antwerpse religieuze genootschappen. Dit Gulden Boek werd door bekende bezoekers gesigneerd. Het eerste deel, vanaf 1631 in gebruik, werd geïllustreerd met tientallen prachtige volbladminiaturen, tekeningen, portretten en wapenschilden. Dit boek bevat ook belangrijke historische gegevens in verband met de geschiedenis van het religieuze leven in Antwerpen.